# Ponta da Piedade

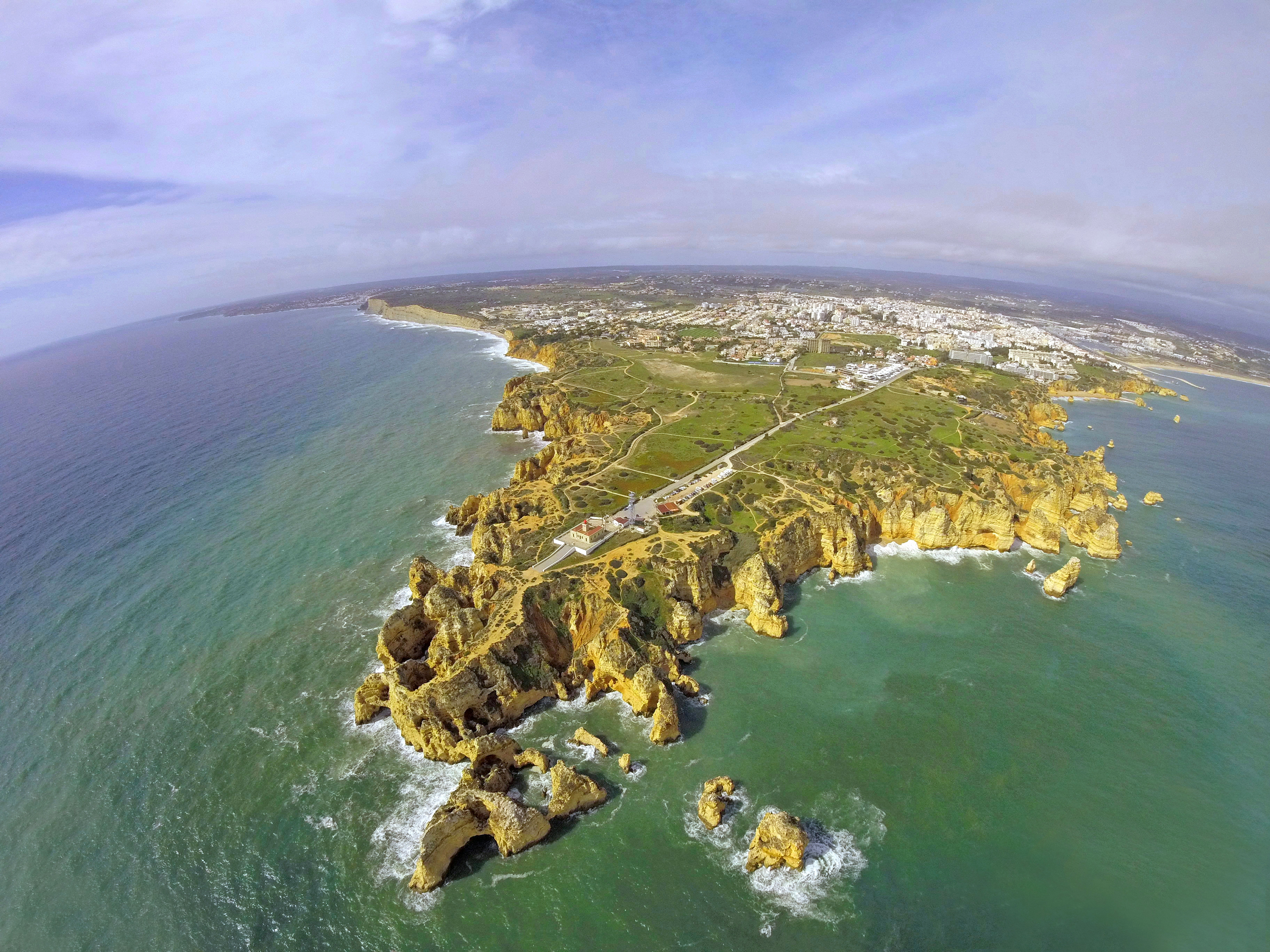
Ponta da Piedade, aufgenommen aus einem Tragschrauber

Die Ponta da Piedade (portugiesisch Spitze des Erbarmens) ist die Spitze einer steilen Landzunge (Kap), die in den Atlantik ragt, eine 20 Meter hohe Felsklippenlandschaft mit versteckten Stränden und Buchten, zwei Kilometer südlich/südwestlich von Lagos (Portugal) am Stadtrand von Lagos an der Algarve. Man kann von dort aus im Westen bis Sagres sehen, im Osten kann  man die gesamte Bucht von Lagos mit dem Strand Meia Praia sehen. Sie ist zu Fuß von oben oder aber vom Meer aus zu sehen. Von Lagos aus kann man ca. einstündige Bootstouren zu den Felswänden starten, zum Beispiel mit einem Fischerboot. Teilweise haben die Felsdome die Gestalt von Tieren, die die Einheimischen benannt haben. Mit den Booten kann man zwischen den Felsen fahren. Zwischen dem Hafen und dem Aussichtspunkt fährt auch ein Bummelzug.
Die Ponta da Piedade gilt als eine der schönsten Sehenswürdigkeiten in Portugal und als die schönste Felsformation der Algarve. Oberhalb der Felsen steht ein Leuchtturm mit einem Parkplatz, man kann auf die Höhlen und Grotten der Felswände hinabsehen. Der Leuchtturm ist ein Ziel, zu dem viele Wanderer an der Algarveküste wandern. Kleine Pfade führen an kleinen Höhlen und Grotten vorbei, deren Betreten in den meisten Fällen aber zu gefährlich ist. Unten an der Ponta da Piedade befindet sich ein Sandstrand.
An diesem Küstenabschnitt bildete sich eine Landschaft aus Grotten mit Felsformationen, Tunneln, Toren und Felsbrocken, die ins Meer ragen. Zu diesen Felsen kann man seit 2004 über eine steile Treppe mit fast 200 Stufen nahe dem Leuchtturm hinabsteigen. Die Ponta da Piedade besteht aus rot-gelbem Fels. Durch die durch das Meer über Jahrtausende ausgewaschenen Höhlen und Grotten fließt das Meerwasser. Die Fischerboote für die Besichtigungstouren starten in Lagos von der Promenade am Ufer. Man kann auch direkt an der Ponta da Piedade zu einer Rundfahrt starten. Vom Leuchtturm aus führt ein Wanderweg zu den westlich gelegenen Stränden Canavial und Praia do Porto de Mós, einer größeren Sandbucht. Neben der Praia do Porto de Mós (nicht zu verwechseln mit dem gleichnamigen Ort) liegt die Praia do Canavial im Westen des Kaps. Auf halbem Weg zur Ponta da Piedade liegt die Praia do Camilo. Der Küstenabschnitt von Lagos bis zur Ponta da Piedade ist in mehrere kleine Badebuchten unterteilt. Es ist von Vorteil, eine Grottenfahrt bei Ebbe anzutreten, da sonst nur ein Teil der Höhlen besichtigt werden kann.

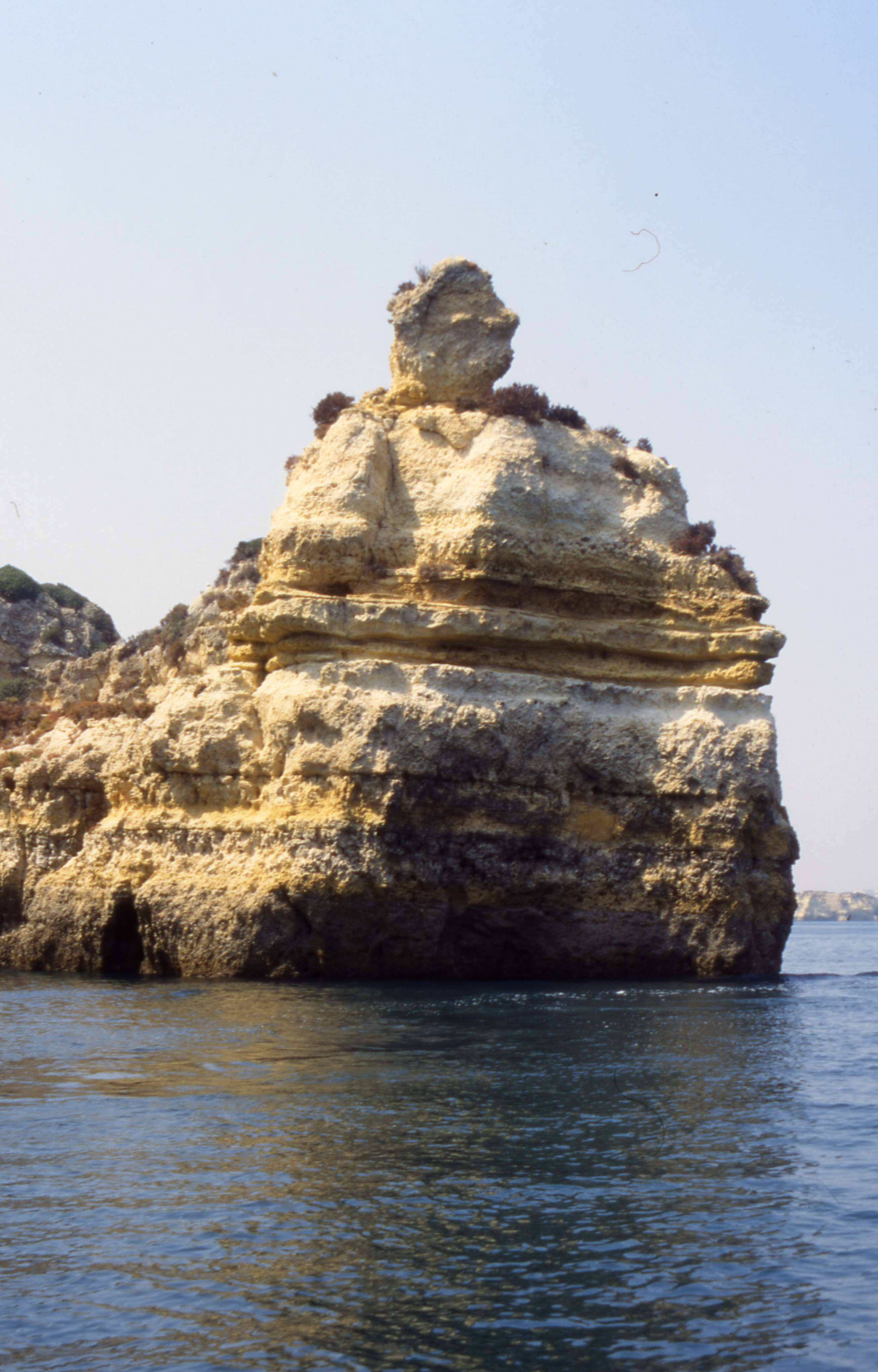
Ponta da Piedade an der Algarve
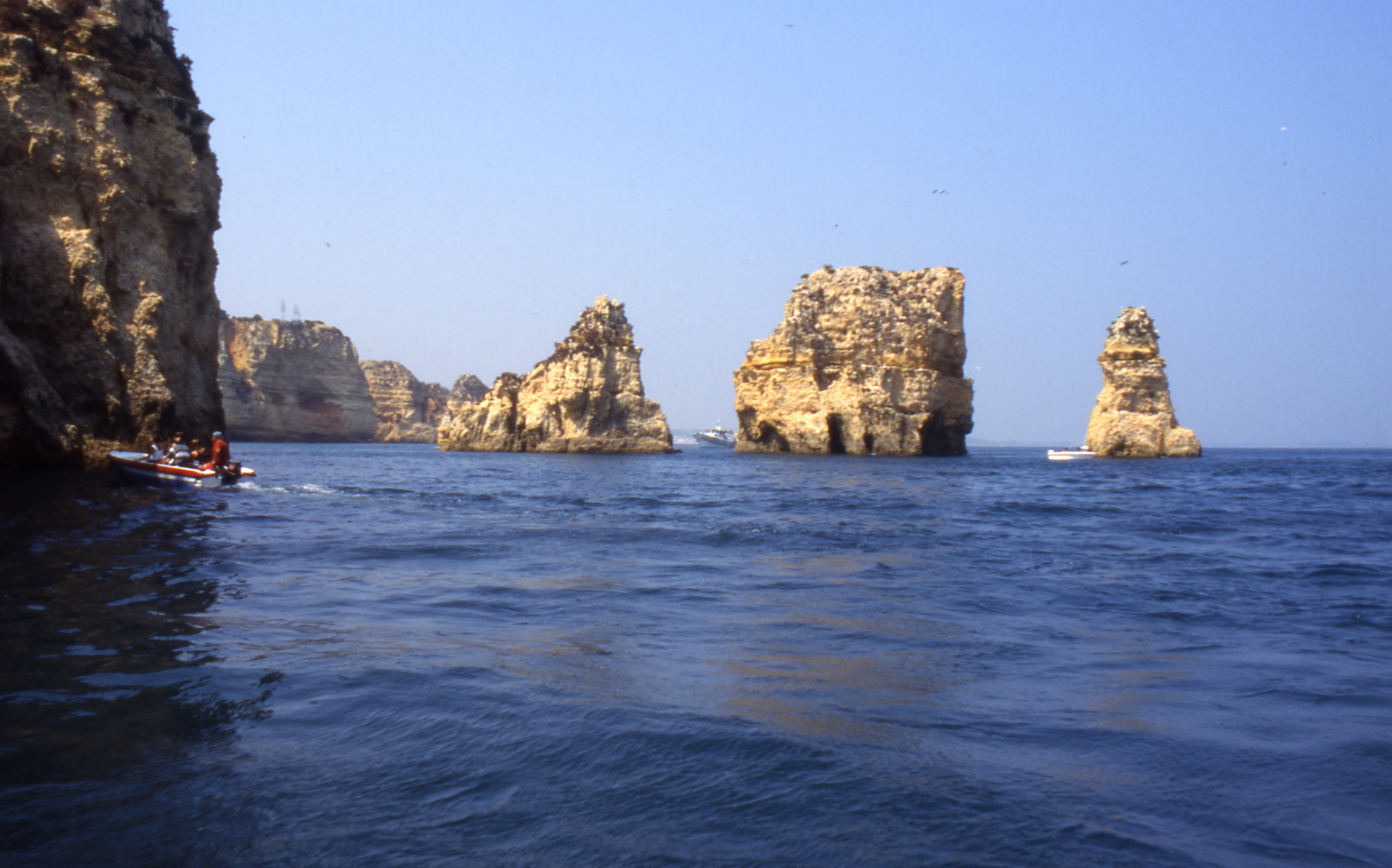
Ponta da Piedade an der Algarve
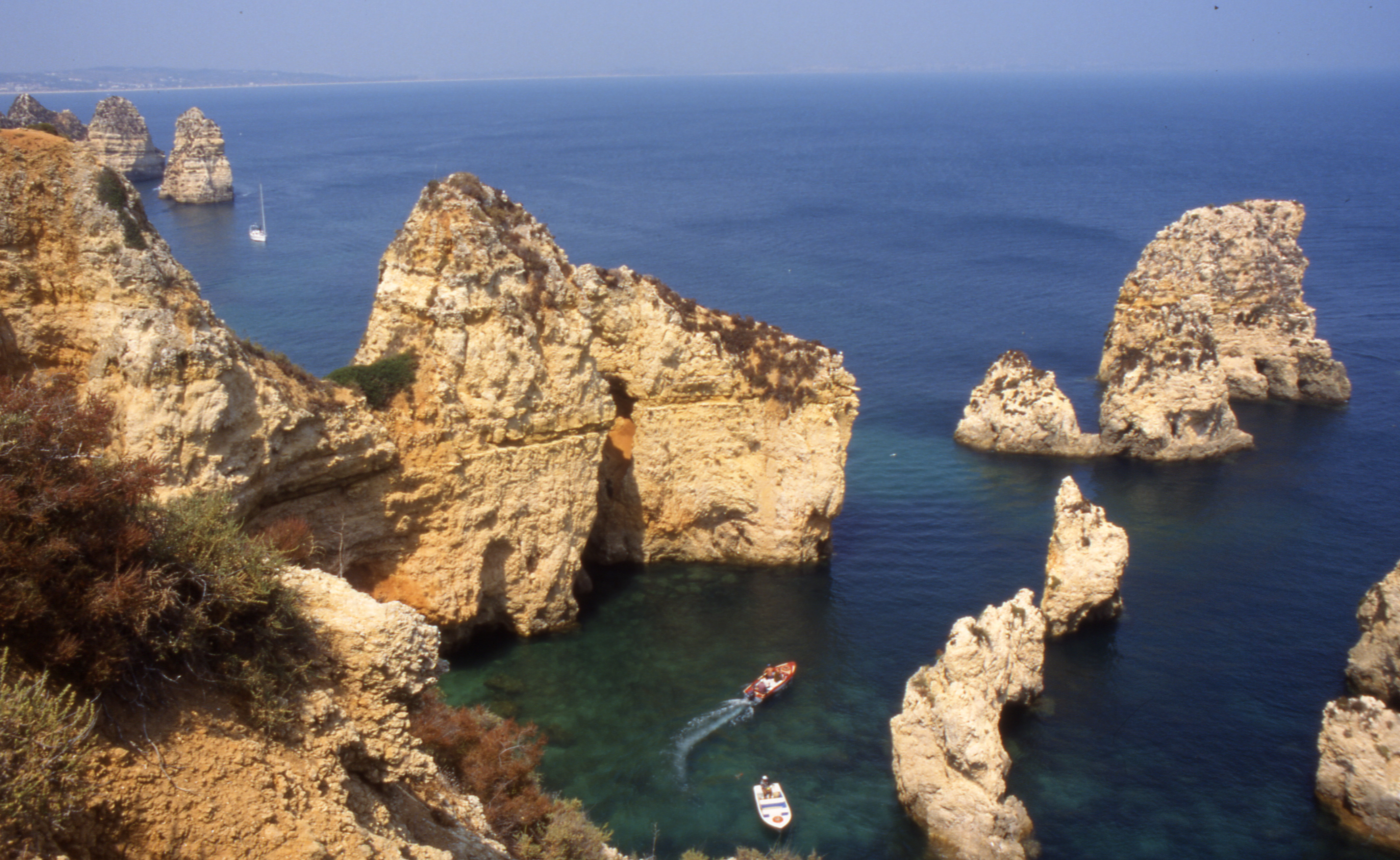
Ponta da Piedade von oben
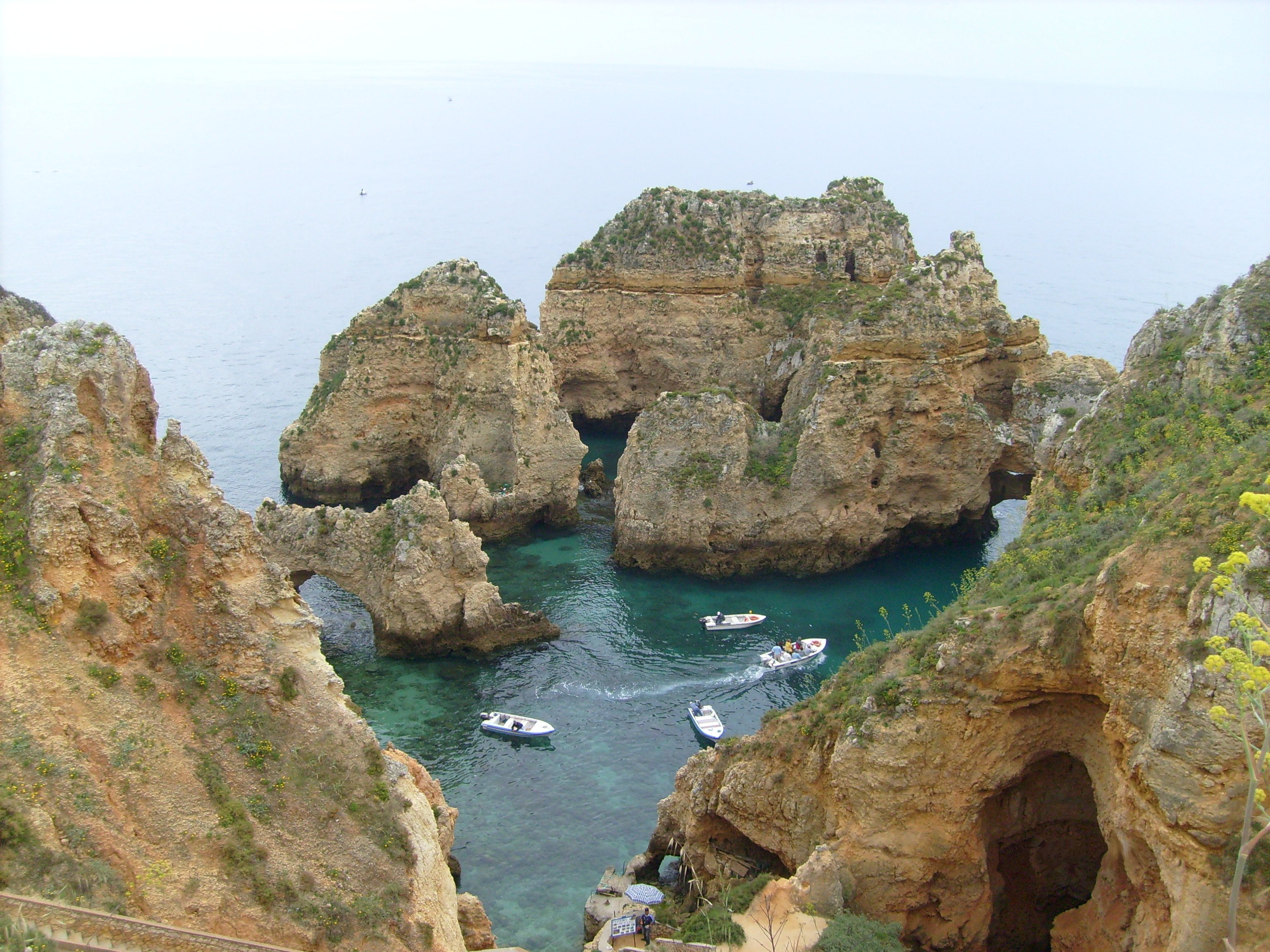
Ponta da Piedade, man sieht einige Motorboote für die Grottentouren
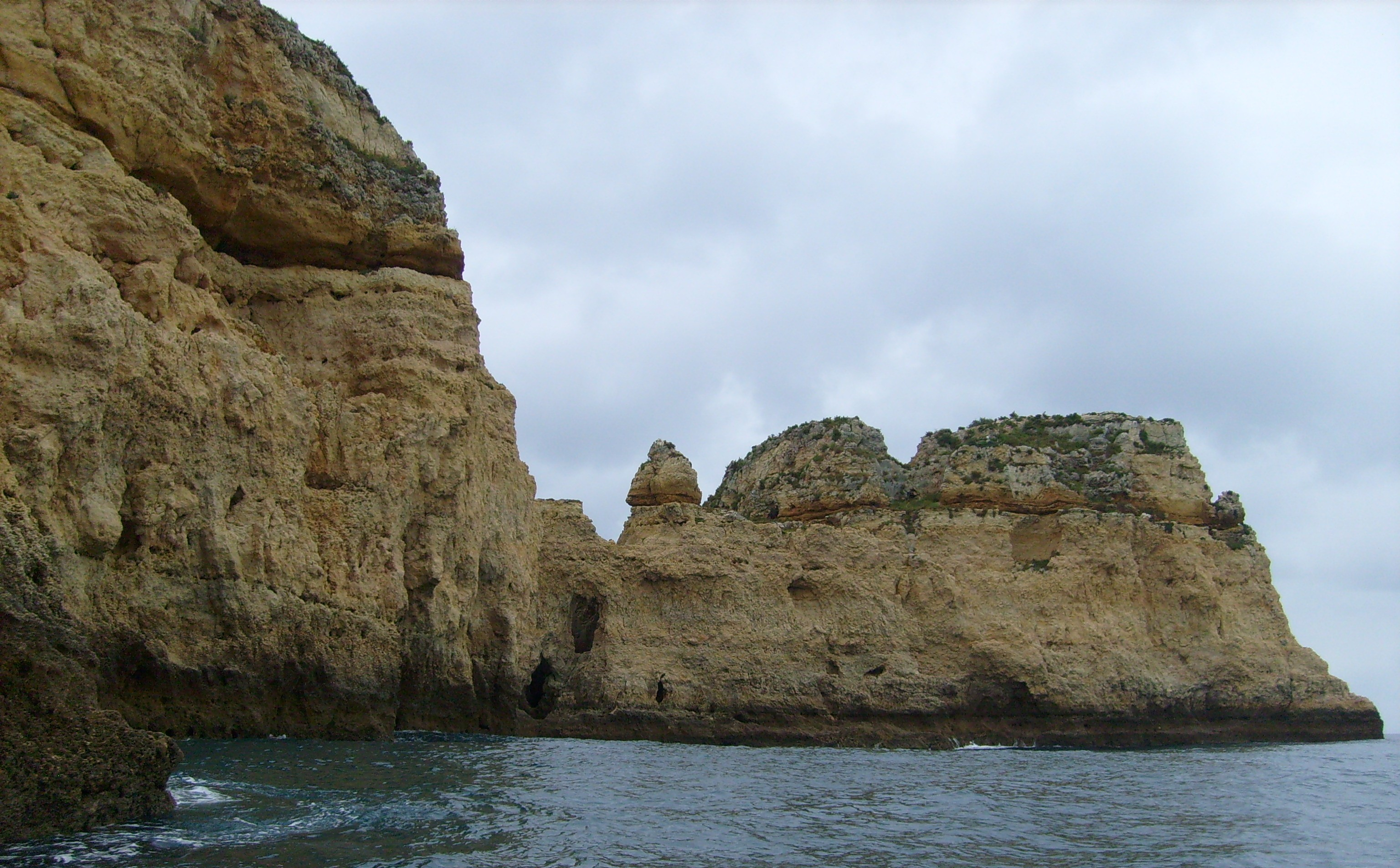
Ponta da Piedade bei einer Grottentour
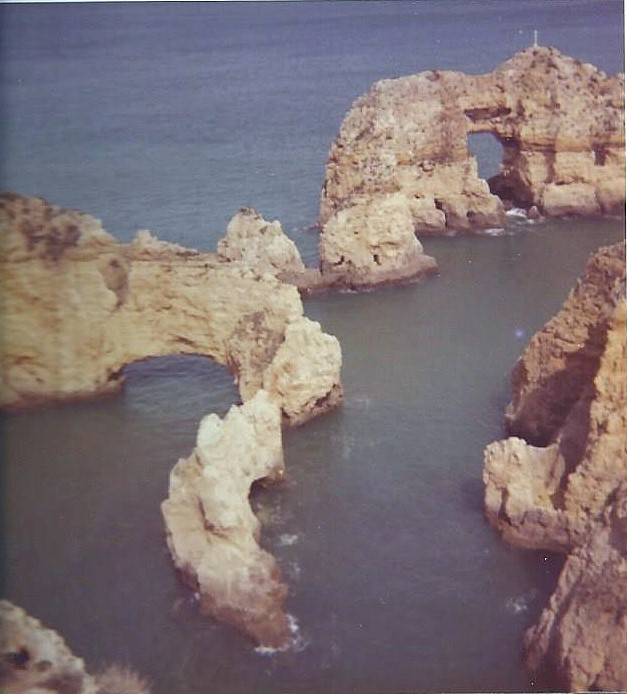
Ponta da Piedade 1975